# Schwanden (Schüpfen)
Schwanden ist ein Dorf in der Gemeinde Schüpfen im Schweizer Kanton Bern.

## Geografie
Das Dorf liegt am Fusse des Schwandenbergs, am Ölibach auf 531 Metern Höhe, es beherbergt ca. 140 Leute und ist zwischen Münchenbuchsee und Schüpfen zu finden.

## Geschichte
Der Name Schwanden wurde vermutlich von «Schwende» abgeleitet. «Schwende» ist der altdeutsche Ausdruck für «Schwinden machen» (= Waldrodung).
Schwanden ist eine der ältesten Siedlungen in der Region. Sie wurde erstmals um das Jahr 1150 erwähnt. Man sagt, dass einst ein hölzernes Kloster der Johanniter auf dem Chlosterhubel in Schwanden stand. Im Kloster Einsiedeln gibt es eine Inschrift, die die Edlen von Schwanden erwähnt. 1271 wurde der «Steg zu Schwanden», der über das Moos (= Moor) führte zum ersten Mal erwähnt.
1336 wurde im Burgerrechtsvertrag bestimmt, dass Schwanden im Falle von Streitigkeiten zwischen Büren und Bern als Tagungsort dienen sollte. Zusätzlich diente das Dorf als Rastort für Händler aus Büren an der Aare, die am Vorabend des Marktes in Bern in Schwanden übernachteten. Deshalb gab es auch zahlreiche Gasthöfe und ein Thermalbad.
1834 wurde die Hauptstrasse 6 mitten durch das Moos errichtet. Die neue Route war kürzer, und die Händler nahmen den neuen Weg nach Bern. So verlor Schwanden seine Bedeutung als Raststätte. 1855 wurde Jakob Stämpfli von Schwanden in den Bundesrat gewählt.
1864, als mit dem Bau einer Eisenbahnlinie von Bern nach Biel begonnen wurde, schoben sich die Gemeinden Schwanden und Schüpfen den Bahnhof gegenseitig zu, da man vor dem «funkenden Ungeheuer» (Dampflokomotive) Angst hatte. Schlussendlich wurde der Bahnhof der Kirchgemeinde, also Schüpfen, zugewiesen.
1963 wurde Schwanden in die Gemeinde Schüpfen eingemeindet. 2003 wurde die Schule in Schwanden geschlossen.